# Bobby Kohlrausch
Robert „Bobby” Kohlrausch (ur. 9 marca 1904 w Eisenach, zm. 12 sierpnia 1953 w Singen) – niemiecki (po II wojnie światowej wschodnioniemiecki) kierowca i konstruktor wyścigowy.

## Biografia

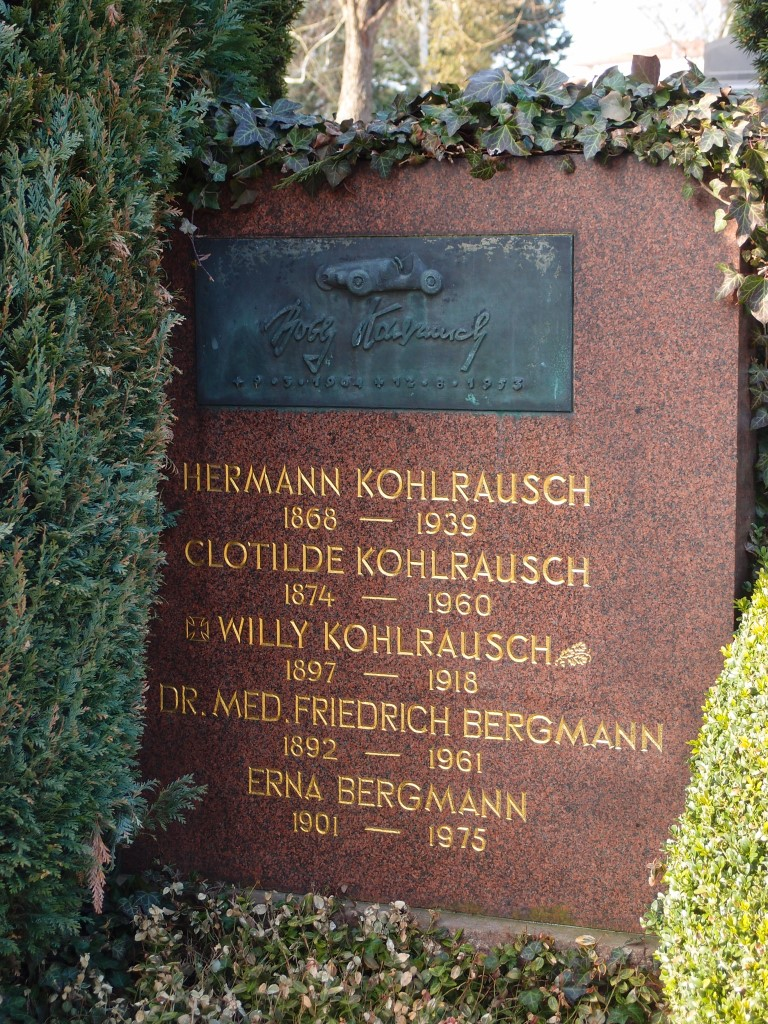
Grób Kohlrauscha w Eisenach

Urodził się w rodzinie klasy średniej. Po zakończeniu I wojny światowej dołączył do Freikorps, natomiast w 1923 roku został członkiem NSDAP. Praktykował również jako mechanik w fabryce BMW Dixi, a w latach 1923–1929 ścigał się motocyklami własnej konstrukcji. Aby Kohlrausch zarzucił wyścigi motocyklowe, rodzice kupili mu sportowego BMW 3/15 DA-3 Wartburg. W wieku 26 lat Niemiec rozpoczął studia z zarządzania w Monachium, a rok później po raz pierwszy uczestniczył w wyścigu samochodowym – były nim górskie zawody Kesselberg, w których Kohlrausch wygrał klasę. W lipcu zajął drugie miejsce w wyścigu na Nürburgringu. W wyniku tych sukcesów BMW wyposażyło pojazd Kohlrauscha w nowy, eksperymentalny silnik, który był mocniejszy od jednostki seryjnej. W latach 1930–1933 Niemiec odniósł tym samochodem zwycięstwo w 27 wyścigach, a także zajął drugie miejsce w Grand Prix Niemiec 1932. Na początku lat 30. ścigał się również Austinem 7, którym wygrał klasę w wyścigu Hohnstein-Rennen w 1932 roku. W 1934 roku zakupił od George'a Eystona MG EX127 i wyposażył go w nowy silnik typu Q. Tym samochodem Kohlrausch ustanowił rekord prędkości rzędu 140 mph.
W 1934 roku tym samochodem Kohlrausch ścigał się w Avusrennen i Eifelrennen. Wygrał klasę w Kesselberg-Rennen (MG J4 Midget). W 1935 roku został zaproszony przez Auto Union na testy na Nürburgringu, ale nie ścigał się dla tej marki. Wygrał wyścig Eifelrennen, a także wyścig górski na Großglockner. Rywalizował również w Grand Prix Szwajcarii na torze Bremgarten w klasie voiturette, ale tych zawodów nie ukończył. W 1936 roku uzyskał stopień SS-Untersturmführer. W roku 1937, prawdopodobnie na rozkaz Hiltera, MG zostało zarekwirowane przez Mercedesa.
Po zakończeniu II wojny światowej Kohlrausch był jednym z inicjatorów wznowienia wyścigów samochodowych w Niemczech wschodnich. W 1948 roku nabył od Ferdiego Lehdera pojazd LTE Juwel, wyposażony w silnik BMW. W 1949 roku przewiózł go do Niemiec wschodnich i przemianował na GvB (Geheimnis von Bobby). Tym samochodem niemiecki kierowca uczestniczył w różnych wyścigach Niemieckiej i Wschodnioniemieckiej Formuły 3. W 1950 roku Kohlrausch wygrał zawody na Grenzlandringu oraz w Halle-Saale, a także był drugi w Schauinsland; rok później był czwarty w Halle-Saale. Po śmierci Paula Greifzu w 1952 roku, Kohlrausch otrzymał od wdowy po zmarłym jego samochód, którym zajął piąte miejsce w memoriale jego imienia. Niemiec planował również zmodyfikować GvB do specyfikacji Formuły 2 poprzez umieszczenie w nim sprężarki. Plany te nie doszły do skutku, ponieważ Kohlrausch zmarł na zawał serca 12 sierpnia 1953.

## Wyniki
| Legenda oznaczeń w tabelach wyników Wyświetl szablon na nowej stronie | Legenda oznaczeń w tabelach wyników Wyświetl szablon na nowej stronie                                                                     |
| Oznaczenie                                                            | Wyjaśnienie |
| --------------------------------------------------------------------- | --- |
| Złoty                                                                 | Zwycięzca lub mistrzostwo |
| Srebrny                                                               | 2. miejsce lub wicemistrzostwo |
| Brązowy                                                               | 3. miejsce lub II wicemistrzostwo |
| Zielony                                                               | Ukończył, punktował (w klasyfikacji generalnej, gdy zdobył co najmniej jeden punkt na przestrzeni sezonu, poza trzema powyższymi opcjami) |
| Niebieski                                                             | Ukończył, nie punktował (w klasyfikacji generalnej, gdy nie zdobył co najmniej jednego punktu na przestrzeni sezonu)                      |
| Czerwony                                                              | Nie zakwalifikował się (NZ) |
| Czerwony                                                              | Nie prekwalifikował się (NPK) |
| Różowy                                                                | Nie ukończył (NU) |
| Różowy                                                                | Niesklasyfikowany (NS) (w klasyfikacji generalnej, gdy nie został sklasyfikowany w żadnym wyścigu sezonu)                                 |
| Czarny                                                                | Zdyskwalifikowany (DK) |
| Czarny                                                                | Wykluczony (WYK/EX) |
| Biały                                                                 | Nie wystartował (NW) |
| Biały                                                                 | Kontuzjowany (K/INJ) |
| Biały                                                                 | Wyścig odwołany (OD/C) |
| Bez koloru                                                            | Został wycofany (WYC/WD) |
| Bez koloru                                                            | Nie przybył (NP/DNA) |
| Bez koloru                                                            | Nie brał udziału w treningach (NT/DNP) |
| Bez koloru                                                            | Nie został zgłoszony (–) |
| Pogrubienie                                                           | Start z pole position |
| Kursywa                                                               | Najszybsze okrążenie wyścigu |
| †                                                                     | Nie ukończył, ale jego rezultat został zaliczony ze względu na przejechanie więcej niż 90% dystansu wyścigu.                              |
| *                                                                     | Sezon w trakcie |
| 1/2/3                                                                 | Punktowana pozycja w sprincie kwalifikacyjnym                                                                                             |
| Lista systemów punktacji Formuły 1                                    | |

### Niemiecka Formuła 3
| Rok  | Zespół              | Samochód | Silnik | Wyniki w poszczególnych eliminacjach | Wyniki w poszczególnych eliminacjach | Wyniki w poszczególnych eliminacjach | Wyniki w poszczególnych eliminacjach | Wyniki w poszczególnych eliminacjach | Pkt. | Msc. |
| ---- | ------------------- | -------- | ------ | ------------------------------------ | ------------------------------------ | ------------------------------------ | ------------------------------------ | ------------------------------------ | ---- | ---- |
| 1951 |                     |          |        |                                      |                                      |                                      |                                      |                                      | 0    | NS   |
| 1951 | BSG Stahl Eisenach  | GvB      | BMW    | NW                                   | -                                    | -                                    | NU                                   | -                                    | 0    | NS   |
| 1953 |                     |          |        |                                      |                                      |                                      |                                      |                                      | 0    | NS   |
| 1953 | BSG Motor Immelborn | GvB      | BMW    | -                                    | -                                    | ?                                    | -                                    |                                      | 0    | NS   |

### Wschodnioniemiecka Formuła 3
W latach 1960–1963 mistrzostwa rozgrywano według przepisów Formuły Junior.
| Rok  | Zespół              | Samochód | Silnik | Wyniki w poszczególnych eliminacjach | Wyniki w poszczególnych eliminacjach | Wyniki w poszczególnych eliminacjach | Wyniki w poszczególnych eliminacjach | Wyniki w poszczególnych eliminacjach | Pkt. | Msc. |
| ---- | ------------------- | -------- | ------ | ------------------------------------ | ------------------------------------ | ------------------------------------ | ------------------------------------ | ------------------------------------ | ---- | ---- |
| 1951 |                     |          |        |                                      |                                      |                                      |                                      |                                      | 0    | NS   |
| 1951 | BSG Stahl Eisenach  | GvB      | BMW    | NU                                   | NW                                   | -                                    | -                                    |                                      | 0    | NS   |
| 1952 |                     |          |        |                                      |                                      |                                      |                                      |                                      | 0    | NS   |
| 1952 | BSG Motor Immelborn | GvB      | BMW    | -                                    | ?                                    | ?                                    | -                                    |                                      | 0    | NS   |
| 1953 |                     |          |        |                                      |                                      |                                      |                                      |                                      | 0    | NS   |
| 1953 | BSG Motor Immelborn | GvB      | BMW    | ?                                    | -                                    | ?                                    | -                                    | -                                    | 0    | NS   |